# Leoncjusz Pełczycki
Leoncjusz, nazwisko świeckie Lewko Zenowicz (Zieńkowicz; zm. 1595) – biskup prawosławny I Rzeczypospolitej.

## Życiorys
Był synem biskupa chełmskiego Zachariasza. W 1577 jego ojciec zrzekł się urzędu i de facto przekazał synowi wszelkie prawa do zarządzania eparchią chełmską. Chirotonia biskupia Leoncjusza odbyła się jednak dopiero trzy lata później. W 1585 dekretem Stefana Batorego otrzymał przywilej na katedrę turowsko-pińską. Dokument królewski stwierdzał, iż Leoncjusz oddał królowi znaczne zasługi i to właśnie one, podobnie jak wstawiennictwo kilku możnych, stały się przyczyną mianowania go biskupem turowsko-pińskim. W drugim dokumencie król potwierdził przywileje nadane eparchii turowsko-pińskiej przez swoich poprzedników oraz zwolnił poddanych biskupich z podatków miejskich i opłat na rzecz starostwa. W sporach o beneficja cerkiewne, jakie biskup toczył z Radziwiłłami, podstarościm pińskim Lwem Woyną Woroneckim oraz z potomkami Iwana Horodeckiego, król opowiadał się po jego stronie. W 1588 następca Batorego król Zygmunt III Waza, na prośbę biskupa Leoncjusza, wystawił przełożonemu Monasteru Leszczyńskiego Atanazemu Terleckiemu przywilej nadający mu prawo sukcesji po śmierci Leoncjusza. Jeszcze w tym samym roku Atanazy Terlecki otrzymał jednak nowy przywilej mianujący go arcybiskupem połockim. Monaster Leszczyński został wówczas bezpośrednio podporządkowany biskupowi turowsko-pińskiemu.
Biskup Leoncjusz nie cieszył się szacunkiem wiernych, gdyż prowadził wystawny tryb życia i zaniedbywał sprawy swojej eparchii, troszcząc się głównie o interes własnej rodziny. Wielokrotnie popadał w konflikty z mieszczanami Turowa i Pińska. Jego działalność nisko oceniał także patriarcha konstantynopolitański Jeremiasz II, który w 1589, w czasie pobytu w Wielkim Księstwie Litewskim, dowiedział się o tolerowaniu przez biskupa niskiego stanu moralnego duchowieństwa, w tym niezgodnych z prawem kanonicznym powtórnych ożenków kapłanów. Jeremiasz zabronił takim duchownym sprawowania nabożeństw, jak również zagroził biskupowi Leoncjuszowi pozbawieniem urzędu, jeśli w dalszym ciągu będzie utrzymywał taki stan rzeczy.
W 1590 w Bełzie biskup Leoncjusz brał udział w dwóch soborach biskupów prawosławnych Rzeczypospolitej omawiającym kwestię możliwego zjednoczenia Kościołów prawosławnego i katolickiego. W czerwcu tego roku razem z biskupami chełmskim Dionizym, łuckim Cyrylem i lwowskim Gedeonem zadeklarował chęć przejścia na katolicyzm z zachowaniem obrządku bizantyńskiego. Informacja o tej decyzji nie została podana do wiadomości wiernych w obawie przed ich reakcją, a kolejny sobór w Brześciu w 1591 nie poruszał problemów unii kościelnej. W 1594 Leoncjusz Pełczycki brał udział w spotkaniu z biskupem łuckim Bernardem Maciejowskim, w czasie którego omówiono szczegóły projektowanej unii.
Zginął w wypadku w 1595, wypadając z powozu. Został pochowany w Monasterze Leszczyńskim pod Pińskiem.